# Centro de Formación Técnica de Tarapacá
El Centro de Formación Técnica de Tarapacá fue un centro de formación técnica autónomo y acreditado, surgido bajo el alero de la Universidad de Tarapacá y miembro del Consejo de Rectores de CFTs pertenecientes a Universidades del CRUCH.
Inició sus actividades en 2003.

## Campus y sedes
El Centro de Formación Técnica de Tarapacá estaba emplazado en la región de Arica y Parinacota en tres campus: Campus Las Acacias, Campus Saucache y Campus Velásquez. 

## Escuelas y Carreras
El CFT de Tarapacá contaba con 15 carreras Técnicas de Nivel Superior agrupadas en 4 escuelas Escuelas Superiores:
Escuela Superior de Administración y Empresas:
- TNS en Administración Pública.
- TNS en Administración de Empresas.
- TNS Agrícola.
- TNS en Asistencia Jurídica.
- TNS en Control de Gestión y Logística.

Escuela Superior de Educación y Humanidades:
- TNS en Educación Parvularia y Primer Ciclo de Educación Básica.
- TNS en Trabajo Social.
- TNS en Educación Especial.
- TNS en Deporte y Recreación.

Escuela Superior de Salud y Medio Ambiente:
- TNS en Laboratorio Clínico, Banco de Sangre e Imagenología.
- TNS en Enfermería.

Escuela Superior de Ingeniería e Industria:
- TNS en Proyectos Eléctricos y de Distribución.
- TNS en Geología.
- TNS en Fabricación y Montaje de Estructuras Metálicas.
- TNS en Telecomunicaciones y Conectividad.